# .рф
.рф (en rus: Российская Федерация, tr. Rossískaia Federàtsia, "Federació Russa"), és un domini de nivell superior geogràfic (ccTLD) per a la Federació Russa. Va ser introduït el 2008 i va començar a funcionar el maig de 2010.
Tots els noms de llocs en aquest domini estan només en l'alfabet ciríl·lic. És el primer domini ciríl·lic al món i el quart en no utilitzar caràcters de l'alfabet llatí. Durant el seu primer any va estar limitat a ciutadans russos i persones jurídiques registrades a Rússia, i a més el dret a utilitzar un domini adquirit no es va poder revendre durant tot aquell any. Aquestes mesures estan dirigides contra els ciberokupes.